# 마리사 메를리니
마리사 메를리니(Marisa Merlini, 1923년 8월 6일 ~ 2008년 7월 27일)는 이탈리아의 배우이다.

## 영화
- 냉정과 열정 사이 (2001년)
- 오로라 (1984년)
- 사랑과 우정의 세월 (1982년)
- 크레이지 보이 - 신병 대행진 (1974년)
- 질투의 드라마 (1970년) - 실바나 역
- 위대한 침묵 (1968년)
- 황제의 무덤 (1967년)
- 미, 미, 미... 앤 디 아더스 (1966년)
- 9월 8일의 탱크 (1960년)
- 더 트래픽 폴리스맨 (1960년)
- 라드로 루이, 라드라 레이 (1958년)
- 웨이스티드 리브스 (1957년)
- 빵과 사랑과 꿈 (1953년)
- 로마-파리-로마 (1951년)